# Bovera
Bovera (em catalão e oficialmente) ou Bobera (em castelhano) é um município da Espanha na comarca de Garrigues, província de Lérida, comunidade autónoma da Catalunha. Tem 31,1 km² de área e em 2021 tinha 261 habitantes (densidade: 8,4 hab./km²).

## Demografia
| Variação demográfica do município entre 1991 e 2004 [carece de fontes?] | Variação demográfica do município entre 1991 e 2004 [carece de fontes?] | Variação demográfica do município entre 1991 e 2004 [carece de fontes?] | Variação demográfica do município entre 1991 e 2004 [carece de fontes?] |
| ----------------------------------------------------------------------- | ----------------------------------------------------------------------- | ----------------------------------------------------------------------- | ----------------------------------------------------------------------- |
| 1991                                                                    | 1996                                                                    | 2001                                                                    | 2004                                                                    |
| 433                                                                     | 426                                                                     | 384                                                                     | 383                                                                     |